# Elettricità

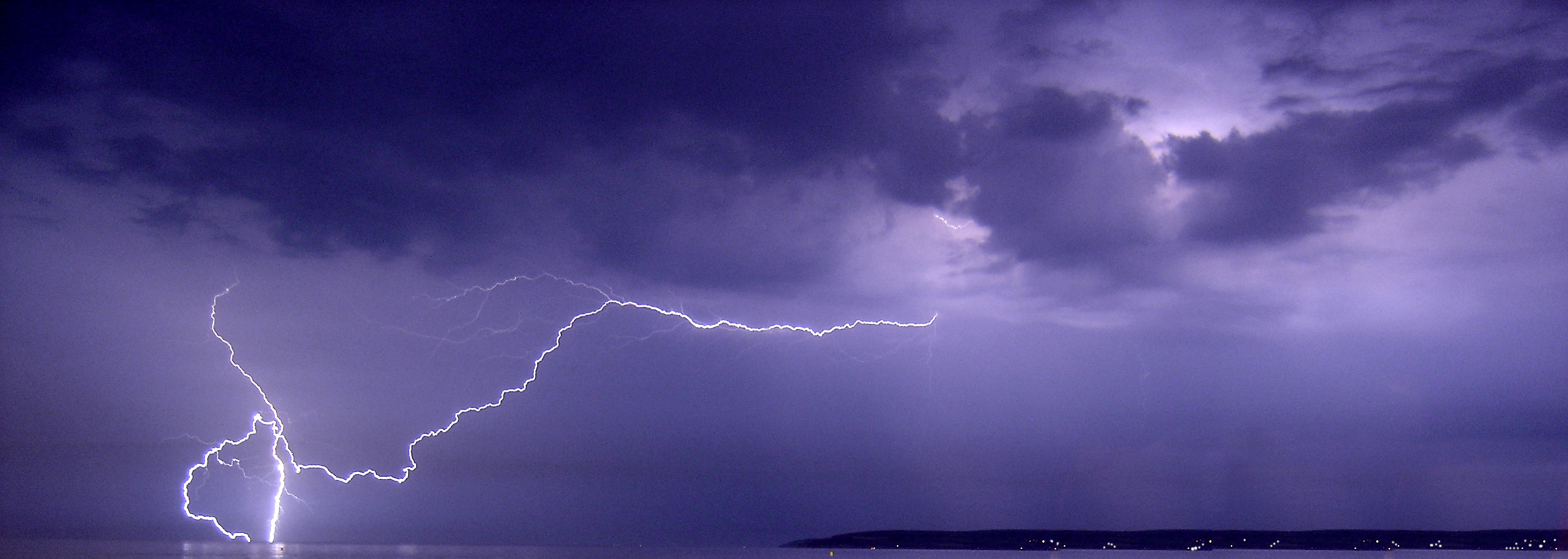
Fulmini durante un temporale notturno colpiscono terra. L'energia irraggiata come luce converte il gas dell'atmosfera in plasma e viceversa

L'elettricità è l'insieme dei fenomeni fisici associati alla presenza e al moto della materia che ha una proprietà di carica elettrica. L'elettricità è correlata al magnetismo, essendo entrambi parte del fenomeno elettromagnetismo, come descritto dalle equazioni di Maxwell. Vari fenomeni comuni sono legati all'elettricità, inclusi fulmini, elettricità statica, riscaldamento elettrico, scariche elettriche eccetera.
La presenza di una carica elettrica, che può essere positiva o negativa, produce un campo elettrico. Il movimento delle cariche elettriche è una corrente elettrica e produce un campo magnetico.
Quando una carica viene posta in un luogo con un campo elettrico diverso da zero, una forza agirà su di essa. L'entità di questa forza è data dalla legge di Coulomb. Se la carica si muove, il campo elettrico farebbe lavoro sulla carica elettrica. Si può quindi parlare di potenziale elettrico in un certo punto dello spazio, che è uguale al lavoro svolto da un agente esterno nel trasportare un'unità di carica positiva da un punto di riferimento scelto arbitrariamente a quel punto senza alcuna accelerazione ed è tipicamente misurato in volt.
Su scala macroscopica i fenomeni coinvolgono una delle interazioni fondamentali, l'interazione elettromagnetica, con particolare riferimento all'elettrostatica. A livello microscopico, tali fenomeni sono riconducibili all'interazione tra particelle cariche su scala molecolare: i protoni nel nucleo di atomi o molecole ionizzate, e gli elettroni. I tipici effetti macroscopici di tali interazioni sono le correnti elettriche e l'attrazione o repulsione di corpi elettricamente carichi.
L'elettricità è responsabile di ben noti fenomeni come il fulmine o l'elettrizzazione, e rappresenta l'elemento essenziale di alcune applicazioni industriali come l'elettronica e l'elettrotecnica attraverso segnali elettrici. Divenuta contemporaneamente il più diffuso mezzo di trasporto per l'energia nelle reti elettriche e uno dei più diffusi mezzi di trasporto per l'informazione nelle telecomunicazioni (comunicazioni elettriche), l'elettricità è diventata il simbolo del mondo moderno: illumina le abitazioni, fa funzionare le fabbriche e rende vicini i popoli più lontani.

## Storia
I primi studi dei fenomeni risalgono probabilmente al filosofo greco Talete (600 a.C.), che studiò le proprietà elettriche della resina fossile di ambra, che se sfregata attraeva altri pezzetti di materia: il suo nome greco era electron (ἤλεκτρον), e da questo termine deriva la parola «elettricità». I greci antichi compresero che l'ambra era in grado di attrarre oggetti leggeri, come i capelli, e che un ripetuto strofinio dell'ambra stessa poteva addirittura dare origine a scintille.
Solo però a partire dal XVIII secolo, con gli studi di Benjamin Franklin, lo studio dell'elettricità si è sviluppato verso una concreta applicazione pratica. Le osservazioni di Franklin posero le basi per la teorizzazione dell'elettricità e dei diversi fenomeni elettrici connessi da parte degli scienziati che seguirono, a cominciare da Michael Faraday, Luigi Galvani, Alessandro Volta, André-Marie Ampère e Georg Simon Ohm.

## Carica elettrica
La carica elettrica è una di quelle entità che può essere misurata ed utilizzata, ma non può essere definita in termini facilmente comprensibili, perché, come per lo spazio, il tempo e la massa, non è facile darne una esauriente definizione. Un oggetto dotato di una carica elettrica esercita una forza a una certa distanza su un altro oggetto avente una carica elettrica. Contrariamente alla forza di gravità, la quale fa sì che un oggetto ne attragga un altro, gli oggetti con una carica elettrica possono sia attrarsi sia respingersi l'un l'altro. Inoltre, la gravità è in rapporto diretto con la massa degli oggetti in questione, mentre la carica elettrica e la massa non sono in rapporto quando gli oggetti sono immobili.
Gli esperimenti dimostrano che ci sono due diversi tipi di carica elettrica. Il primo di questi è denominato carica positiva o carica +, ed è associato ai nuclei degli atomi di tutte le specie chimiche. Il secondo è la carica negativa o -, ed è proprio di tutti gli elettroni che circondano il nucleo dell'atomo. In genere, la carica positiva del nucleo è esattamente uguale alla somma delle cariche negative degli elettroni che lo circondano.
Il verso delle forze, che agiscono tra gli oggetti aventi una carica elettrica, dipende dal tipo di carica su questi oggetti. Ad esempio, se due oggetti hanno lo stesso tipo di carica, siano entrambi positivi o entrambi negativi, gli oggetti si respingono. Quando i due oggetti hanno carica opposta, essi si attraggono l'uno con l'altro. Questa forza elettrica d'attrazione, tra i nuclei positivi e gli elettroni negativi, lega questi ultimi al nucleo.
La quantità complessiva di cariche elettriche resta praticamente costante nel mondo. Poiché i due tipi di carica hanno effetti opposti, il risultato normale complessivo è di neutralità elettrica, o apparente mancanza di carica. Pertanto, al fine di osservare gli effetti di carica in quantità abbastanza grandi di materia, sarà necessario turbare l'equilibrio normale e produrre un eccesso di carica nell'oggetto nel modo voluto.

### Carica elettrica nella materia
Numerose sostanze solide hanno una struttura cristallina, cioè i loro atomi sono disposti in un reticolo regolare tridimensionale. Tuttavia in alcune sostanze, gli elettroni che circondano questi nuclei non sono legati strettamente. In certe condizioni, è possibile sia aggiungere che sottrarre un buon numero di elettroni senza turbare seriamente la struttura cristallina. In altre parole, i nuclei atomici tendono a restare fissi nella loro posizione, ma gli elettroni si possono spesso muovere. Per dare una carica negativa, si dovrà solo aggiungere elettroni in eccesso.
Tuttavia, in relazione alla carica positiva e negativa, si deve ricordare che il più e il meno sono segni indicativi di uno stato elettrico, non indicatori di operazioni matematiche, come nell'aritmetica o nell'algebra. Quando si vede un segno negativo applicato ad una carica, si deve ricordare che esso sta ad indicare solamente un numero in eccesso di elettroni, e non ha niente a che vedere con una sottrazione.
Dal punto di vista elettrico, è possibile classificare, grosso modo, tutte le sostanze componenti la materia in due grandi gruppi. I tipi di sostanze che contengono un numero relativamente grande di elettroni liberi, che si possono muovere da un atomo all'altro, sono denominati conduttori elettrici. Le sostanze nelle quali gli elettroni non sono liberi di muoversi sotto una sollecitazione moderata sono denominate isolanti elettrici. La maggior parte dei metalli è conduttrice di elettricità sebbene in modo diverso dai conduttori usati dal settore chimico, come le soluzioni acquose degli acidi, delle basi o dei sali. D'altro canto, la maggior parte delle sostanze non metalliche è elettricamente isolante. Non esiste né un conduttore perfetto né un isolante perfetto, ma in pratica, un certo numero di sostanze serve assai bene a questo scopo. Ad esempio, l'oro, l'argento, il rame, l'alluminio e persino l'acciaio sono spesso adatti come conduttori, mentre il vetro, la porcellana, la maggior parte delle materie plastiche, l'aria secca e il legno sono buoni isolanti. Negli ultimi decenni lo studio della materia ha portato alla creazione di materiali che, in condizioni estreme, riescono a divenire superconduttori.

### Concetti collegati
Il concetto di elettricità è spesso associato a fenomeni o entità ben precise, quali:
- Carica elettrica: proprietà fondamentale caratteristiche di alcune particelle subatomiche per cui si creano interazioni elettromagnetiche. La materia caricata elettricamente crea o modifica un campo elettrico.
- Campo elettrico: effetto prodotto da una carica elettrica che esercita una forza su un oggetto elettrizzato nelle vicinanze.
- Potenziale elettrico: energia potenziale di una carica unitaria associata ad una determinata posizione in un campo elettrico (spesso noto come voltaggio).
- Corrente elettrica: moto o flusso di particelle elettricamente cariche.
- Energia elettrica: quantità di energia disponibile grazie al flusso di cariche elettriche in un conduttore o grazie alle forze tra particelle cariche.

## Elettricità statica
Quando il clima è freddo e secco, può succedere di ricevere una scossa camminando su un tappeto di lana o toccando una maniglia di metallo. Se è buio, si può vedere una scintilla. Anche strofinando un palloncino su un qualsiasi tessuto di lana esso viene caricato di elettricità statica, puoi osservarlo mettendo il palloncino sopra la tua testa, vedrai che i capelli si alzeranno di qualche centimetro. Qualche volta si vedono scintille pettinandosi i capelli. Queste scosse e queste scintille sono causate dall'elettricità statica.

## Elettricità e magnetismo

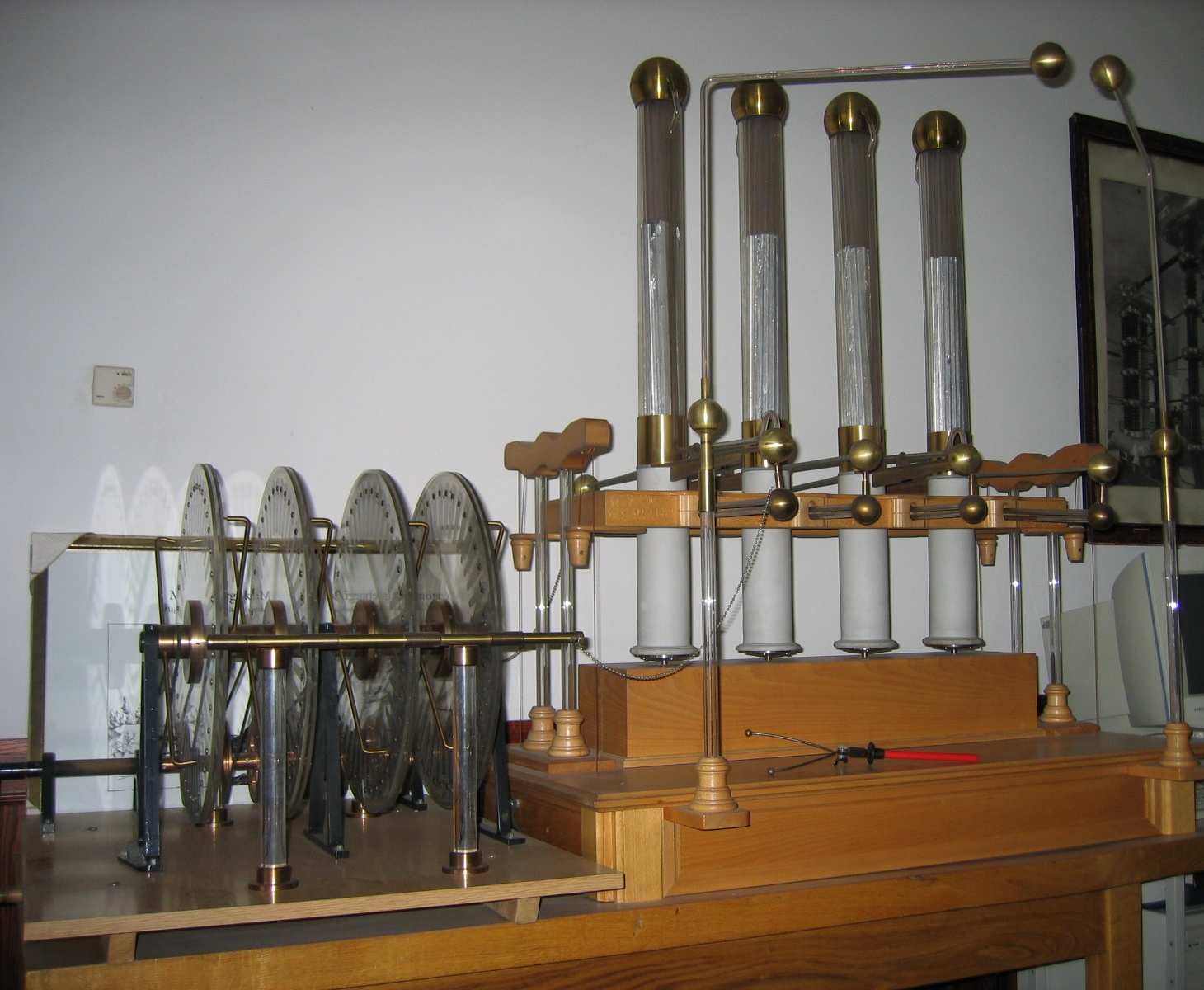
Generatore elettrostatico

Lo spazio intorno ad un elettrone o un qualsiasi altro oggetto avente una carica elettrica sembra trovarsi in uno stato di sollecitazione, denominato campo elettrico. È questo che interferisce con i campi elettrici di altri oggetti elettricamente carichi e provoca le forze reciproche tipiche di tali oggetti. Ma se si imprime un movimento agli elettroni, il loro percorso viene circondato da un altro nuovo campo, denominato campo magnetico. La forza di questo campo è direttamente proporzionale sia al numero di elettroni in movimento sia alla velocità a cui si muovono, ossia, in altri termini, alla corrente.
Pertanto, se si fa passare una corrente attraverso una bobina, cioè un insieme di spire convenientemente predisposta, di filo di rame, questa bobina di filo si comporterà come un magnete d'acciaio, attraendo o respingendo altre bobine simili di filo. Avvolgendo una tale bobina su una struttura di ferro o nucleo, si rafforzerà il campo magnetico prodotto. Se si dispongono parecchie bobine di filo attorno ad un nucleo di ferro, libero di ruotare, collocandole nel campo di grande intensità di una serie di bobine fisse, percorse da corrente, si otterranno notevoli forze meccaniche. Queste faranno ruotare le bobine mobili, le quali compiranno un lavoro meccanico.
Tale apparecchio è denominato motore elettrico. Attualmente, i motori elettrici fanno funzionare tutti i tipi di macchinario, dai delicati trapani del dentista alle gigantesche macchine delle fabbriche moderne. Vi possono essere numerosi motori elettrici in un'abitazione moderna, da quello della caldaia a nafta, a quello del frigorifero, ecc.

## Corrente alternata e continua

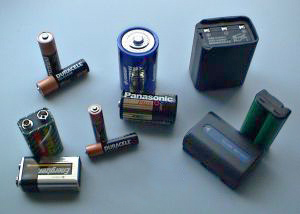
Batterie

Fino a questo punto si è accennato che in un qualsiasi circuito dato gli elettroni si muovono sempre nello stesso senso internamente ad esso. Un sistema o un circuito del tipo suddetto è denominato sistema a corrente diretta o continua. Un esempio di tale circuito è dato da un qualsiasi circuito potenziato da batterie, per esempio, un lampo al magnesio, oppure un impianto elettrico nelle automobili. Qualche volta, però, la corrente non resta costante, sia per quanto riguarda la forza che il senso. Si usano numerosi circuiti elettrici in cui la corrente inverte regolarmente il verso del suo flusso nel circuito.
Per i circuiti elettrici in cui la corrente inverte regolarmente il verso del suo flusso nel circuito si parla invece di corrente alternata. I circuiti elettrici più comuni e maggiormente impiegati sono a corrente alternata. In un circuito a corrente alternata, è necessario specificare anche la frequenza, oltre a specificare l'intensità di corrente e la tensione del circuito, come invece è sufficiente per il circuito a corrente diretta. La frequenza misura la metà del numero di volte che la corrente cambia direzione in un secondo.
In Europa le reti di distribuzione di energia elettrica erogano la tensione a 230 V con una frequenza di 50 Hz periodi o cicli al secondo. Questo significa che la corrente fluisce in un senso per 1/100 di secondo, e così via. (Naturalmente, questi cambiamenti sono fatti gradualmente, in modo che la corrente nel circuito cambi con continuità sia per quanto riguarda l'intensità sia per il senso). I circuiti per le radio emittenti richiedono frequenze di milioni di cicli, quelli per la televisione centinaia di milioni di cicli al secondo. Naturalmente le correnti a queste frequenza non sono generate da un alternatore, che in nessun caso potrebbe funzionare alla velocità richiesta da tali circuiti, ma da circuiti elettronici.
Ove la corrente e la tensione cambiano, come succede continuamente nei circuiti a corrente alternata, è necessario considerare l'effetto della reattanza. Come già accennato, la corrente genera sempre un campo magnetico. Quando la corrente cambia varia il campo magnetico da essa provocato e ciò determina una forza elettromotrice contraria. Pertanto, in un circuito a corrente alternata, la tensione applicata deve superare l'opposizione del campo magnetico che varia, oltre alla comune resistenza del circuito.
L'opposizione incontrata dalla corrente alternata si chiama reattanza induttiva, ed è dovuta al cambiamento del proprio campo magnetico. Come si è visto, gli elettroni si respingono sempre l'uno con l'altro, in seguito all'azione reciproca dei loro campi elettrici. Pertanto, un elettrone in movimento in un conduttore può forzare quelli in un altro a muoversi, anche se i due conduttori sono isolati l'uno dall'altro. Può succedere, quindi, qualche volta che una corrente alternata possa fluire persino attraverso un perfetto isolante, mentre una continua non può farlo (naturalmente, nessun elettrone si muove effettivamente attraverso l'isolante, ma sono i loro campi elettrici interagenti che producono gli spostamenti suddetti). Questo interessante effetto è sfruttato in apparecchi denominati condensatori, spesso utilizzati per i circuiti a corrente alternata. Pertanto, una corrente alternata può apparentemente fluire attraverso un condensatore però non senza trovare qualche opposizione.
L'opposizione al flusso di corrente alternata dovuta all'azione del condensatore è denominata reattanza capacitiva. La reattanza induttiva, la reattanza capacitiva e la resistenza di un circuito sono denominate, nel loro complesso, impedenza di un circuito. Controllando l'entità di reattanza induttiva e capacitiva in un circuito, si possono osservare alcuni interessanti effetti. Uno degli effetti più importanti è la risonanza. Grazie a quest'effetto, si può fare in modo che il circuito entri in risonanza, cioè sia percorso da una corrente alternata di una particolare frequenza, ignorando in modo assoluto quelle di altre frequenze che pure possono essere presenti. È proprio grazie all'impiego della risonanza che si può regolare l'apparecchio radio o il televisore su una particolare stazione di emissione, escludendo le altre.

## Trasformatori

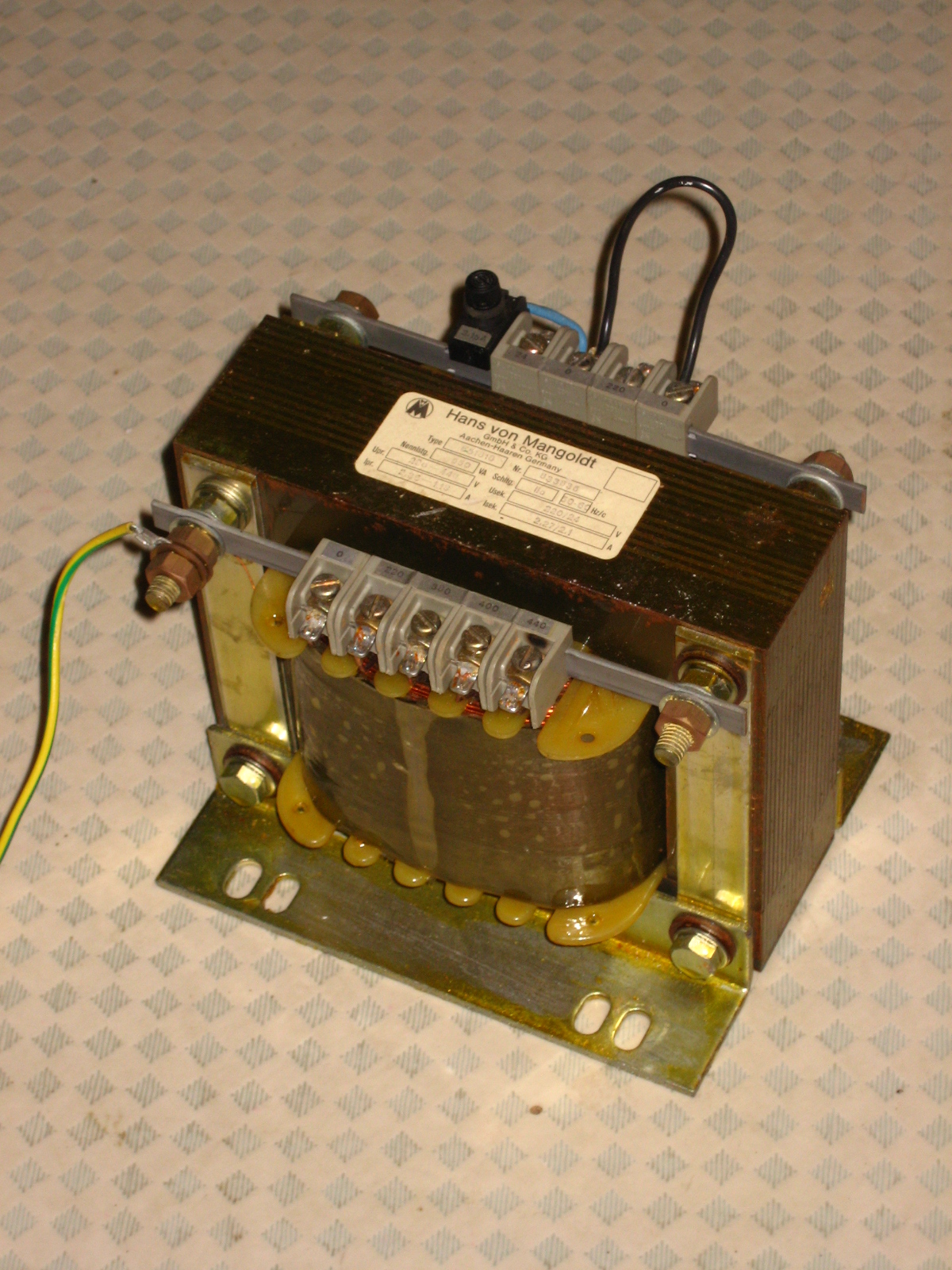
Un tipico trasformatore con nucleo in ferro, in alto si vede la morsettiera per collegare i fili. Si possono trovare anche trasformatori isolati con nucleo in plastica

Il vantaggio pratico dei sistemi a corrente alternata consiste innanzitutto nel fatto che si può elevare o ridurre la tensione con l'impiego di un apparecchio denominato trasformatore. Il trasformatore è composto da due bobine separate, isolate, di filo avvolto sullo stesso nucleo ferromagnetico. Una corrente alternata, che fluisce nella prima bobina, produce un campo magnetico mutevole nel nucleo e induce una tensione variabile periodicamente nella seconda bobina. Dimensionando opportunamente il nucleo e il numero di spire di filo sulle bobine, si può elevare o ridurre la tensione. Pertanto, il trasformatore permette l'impiego di una tensione relativamente bassa, per ragioni di sicurezza, nelle abitazioni, pur permettendo che venga trasmessa, da una centrale elettrica lontana, una tensione assai più elevata. In tal modo, a parità di potenza trasmessa la corrente diminuisce, e con essa anche le perdite per effetto Joule. Si possono adoperare trasformatori per ridurre ulteriormente la tensione, per campanelli di casa, giocattoli elettrici e altre piccole applicazioni. Non si può utilizzare il trasformatore su un circuito a corrente continua, poiché essa non genera un campo magnetico variabile nel tempo.

## L'elettricità come onde radio
Quando la frequenza è sufficientemente elevata, si potrà immettere in una antenna corrente alternata la quale irradierà onde elettromagnetiche nello spazio. Queste onde sono variazioni di campi magnetici e elettrici collegati che si diffondono tramite l'antenna, le quali possono portare gli impulsi telegrafici, la voce o le immagini a grandi distanze. Questa è la base della radio e della televisione.
Qualora sia necessario, la corrente alternata può essere facilmente convertita in corrente continua costante mediante l'impiego di un raddrizzatore. Più difficile è, invece, trasformare la corrente continua in corrente alternata (con un inverter), qualora ciò fosse richiesto, in particolare per applicazioni di notevole potenza.
La corrente continua è essenziale nelle industrie elettrochimiche, ad esempio per la lavorazione dell'alluminio, del magnesio o del rame. Attualmente, anche la corrente per la radio, la televisione e altri apparecchi elettronici è costituita da corrente continua pur funzionando l'alimentazione in corrente alternata. Quindi, anche i circuiti a corrente continua hanno i loro particolari impieghi.

## Unità di misura
| Simbolo | Grandezza fisica                                                             | Unità derivata              |      | In unità fondamentali        |
| ------- | ---------------------------------------------------------------------------- | --------------------------- | ---- | ---------------------------- |
| I       | Corrente elettrica                                                           | Ampere (unità fondamentale) | A    | A                            |
| q       | Carica elettrica (o quantità di elettricità)                                 | Coulomb                     | C    | A·s                          |
| V       | Potenziale elettrico                                                         | Volt                        | V    | J/C = kg·m2·s−3·A−1          |
| R       | Resistenza                                                                   | Ohm                         | Ω    | V/A = kg·m2·s−3·A−2          |
| P       | Potenza elettrica                                                            | Watt                        | W    | V·A = kg·m2·s−3              |
| C       | Capacità elettrica                                                           | Farad                       | F    | C/ V = kg−1·m−2·A2·s4        |
| ε       | Permittività                                                                 | Farad al metro              | F/m  | kg−1·m−3·A2·s4               |
| G, Y, B | Ammettenza, conduttanza e suscettanza                                        | Siemens                     | S    | Ω−1 = kg−1·m−2·s3·A2         |
| σ       | Conduttività                                                                 | Siemens al metro            | S/m  | kg−1·m−3·s3·A2               |
| H       | Intensità del campo magnetico                                                | Ampere al metro             | A/m  | A·m−1                        |
| Φm      | Flusso magnetico                                                             | Weber                       | Wb   | V·s = kg·m2·s−2·A−1          |
| B       | Densità del campo magnetico, induzione magnetica e forza del campo magnetico | Tesla                       | T    | Wb/m2 = kg·s−2·A−1           |
|         | Riluttanza magnetica                                                         | Ampere al weber             | A/Wb | kg−1·m−2·s2·A2               |
| L       | Induttanza                                                                   | Henry                       | H    | Wb/A = V·s/A = kg·m2·s−2·A−2 |
| μ       | Permeabilità                                                                 | Henry al metro              | H/m  | kg·m·s−2·A−2                 |
| χE      | Suscettività elettrica                                                       | adimensionale               |      |                              |
| χH      | Suscettività magnetica                                                       | adimensionale               |      |                              |

## Produzione di elettricità
La produzione di energia elettrica avviene per trasformazione di energia di altro tipo mediante appositi impianti, gestiti da enti sia privati sia pubblici (in Italia, nel particolare, la maggior parte di queste strutture sono di proprietà dell'Enel). Questi impianti, detti anche centrali elettriche, possono essere:
- Centrali eoliche: impiantate in zone particolarmente ventose, raccolgono energia sfruttando l'azione del vento che muove le enormi pale di cui si costituiscono.
- Centrali geotermiche: utilizzano l'energia termica naturale del sottosuolo nelle zone dove si manifestano sotto forma di geyser o fumarole.
- Centrali idroelettriche: sfruttano la caduta di energia potenziale dell'acqua fluente per trasformarla in energia elettrica.
- Centrali solari: sfruttano le reazioni nucleari aventi luogo nel Sole, riciclando l'irraggiamento mediante celle fotovoltaiche.
- Centrali termoelettriche: trasformano l'energia generata dal vapore, frutto della combustione di, solitamente, biomassa nelle caldaie, grazie a potenti turbine.
- Centrali nucleari: sono costituiti da una parte con turbine e alternatori ed un'altra in cui avvengono reazioni nucleari a catena controllate all'interno di un reattore.

### La produzione di elettricità per la casa e l'industria
Non solo la corrente elettrica produce un campo magnetico: anche un campo magnetico produce corrente elettrica. Al principio del XIX secolo, si scoprì che facendo variare in un qualsiasi modo un campo magnetico, si stabilisce una tensione elettrica nello spazio occupato dal campo che cambia. E se questa variazione si verifica in una bobina di filo, la tensione (il voltaggio) farà la sua comparsa fra una estremità e l'altra di detta bobina. Questa tensione, quando viene provocata in un circuito adatto, vi produrrà corrente.
Questo è il principio attualmente adoperato per generare l'energia elettrica commerciale in grandi quantità.
Si avvolge una serie di bobine intorno ad un nucleo di ferro libero di ruotare e accoppiato ad una potente turbina vapore o motore diesel. Si collocano queste bobine, ruotanti in un traliccio di bobine fisse, in modo assai simile alla disposizione in un motore elettrico precedentemente descritta. Si fa passare una corrente costante attraverso le bobine ruotanti per magnetizzarle, e il nucleo viene fatto ruotare da un motore a vapore o diesel. Il nucleo, mentre ruota, costringe il campo magnetico nella bobina fissa a variazioni periodiche, generando in essa una grande quantità di energia elettrica. Questa è, quindi, trasmessa da una rete di fili alle abitazioni e alle industrie.

### Concetti generali
- Ampere
- Carica elettrica
- Corrente elettrica
- Differenza di potenziale elettrico
- Elettrizzazione
- Elettrostatica
- Energia elettrica
- Fotoelettricità
- Legge di Ohm
- Ohm
- Volt
- Storia dell'elettricità

### Ambiti di studio
- Elettromagnetismo
- Ingegneria elettrica
- Ingegneria elettronica
- Ingegneria delle telecomunicazioni
- Elettronica
- Elettrotecnica
- Meccatronica
- Elettrochimica
- Elettrologia

### Dispositivi
- Batteria (chimica)
- Emisferi di Coulomb
- Conduttore elettrico
- Isolante elettrico
- Generatore elettrostatico
- Condensatore (elettrotecnica)
- Resistenza elettrica

### Sicurezza
- Alta tensione
- Black out
- Folgorazione

### Fenomeni elettrici in natura
- Materia: atomi e molecole sono legate da forze elettriche
- Fulmine: scarica elettrica nell'atmosfera
- Lampo: scarica elettrica tra nuvole molto cariche
- Campo magnetico terrestre: generato dalle correnti elettriche interne al pianeta
- Piezoelettricità: capacità di alcuni cristalli di generare differenze di potenziale in risposta a stress meccanico
- Effetto triboelettrico: carica elettrica scaturita dal contatto o frizione tra due materiali diversi
- Bioelettromagnetismo: fenomeni elettrici negli organismi viventi
  - I neuroni trasmettono nel sistema nervoso informazioni per mezzo di impulsi elettrici
- Elettrosensibilità
- Bioelettricità

### Produzione, uso e consumo
- Cavo elettrico
- Energia elettrica
- Produzione di energia elettrica
- Distribuzione di energia elettrica
- Produzione di energia elettrica in Italia
- Trasmissione di energia elettrica